# Đèo Phường Rạnh
Đèo Phường Rạnh là đèo trên đường tỉnh 610 ở vùng giáp ranh thị trấn Trung Phước huyện Quế Sơn, và hai xã Duy Thu, Duy Phú huyện Duy Xuyên tỉnh Quảng Nam, Việt Nam .
Đèo Phường Rạnh trải dài chừng 17 km, có độ cao 400 m. Đỉnh đèo cách điểm dân cư gần nhất theo đường tỉnh 610 về hướng tây nam là thôn Trung An thị trấn Trung Phước huyện Quế Sơn, cỡ 1 km. Sườn núi dốc, hiểm trở, nhìn phía tây là cảnh quan hùng vĩ của thung lũng sông Thu Bồn.

## Đường tỉnh 610
Đường tỉnh 610 bắt đầu từ ngã ba Bưu điện Duy Xuyên 15°50′28″B 108°17′00″Đ / 15,840989°B 108,28335°Đ trên Quốc lộ 1 ở thị trấn Nam Phước, chạy hướng tây.
Từ ngã ba Thọ Xuyên 15°49′46″B 108°10′14″Đ / 15,829361°B 108,170475°Đ xã Duy Châu đường có hướng tây nam, nối đến vùng mỏ than Nông Sơn 15°42′52″B 108°00′57″Đ / 15,714518°B 108,015928°Đ.